# Llibre verd dels feus
El Llibre verd dels feus és un inventari dels feus episcopals i els delmes de tota la diòcesi de Girona encarregat pel bisbe de Girona i primer president de la Generalitat de Catalunya Berenguer de Cruïlles al prevere de la catedral de Girona Guillem Bernat de Perles i escrit entre 1362 i 1371.
Berenguer de Cruïlles volia conèixer els titulars dels delmes i el seu valor per exigir-los el pagament d'una taxa quan els delmes canviessin de mans. Aquest llibre és una bona fotografia del delme a les més de 400 parròquies gironines d'aquell moment, molt valorat pels historiadors. El 2012 la Diputació de Girona en va publicar una edició moderna, a cura de l'historiador Elvis Mallorquí i García amb un índex dels noms i topònims que ajuda a comprendre la geografia i la societat del bisbat de Girona a la baixa edat mitjana.
Edicio moderna
- El llibre verd del Bisbe de Girona (1362-1371).  Girona: Diputació de Girona, 2012, p. 580 (Col·lecció Francesc Eiximenis). ISBN 978-84-96747-85-2.